# Blanche (cantante)
Ellie Noa Blanche Delvaux, nota semplicemente Blanche (Bruxelles, 10 giugno 1999), è una cantante belga.

## Biografia
Nel 2016 ha partecipato alla quinta edizione di The Voice Belgique nella squadra del duo francese Cats on Trees, arrivando alle semifinali. Dopo la sua eliminazione è stata contattata da Pierre Dumoulin del gruppo musicale Roscoe, con il quale ha registrato varie demo e firmato un contratto discografico con la PIAS Records.
Il 22 novembre 2016 è stato confermato che l'ente radiotelevisivo vallone RTBF l'ha selezionata per rappresentare il Belgio all'Eurovision Song Contest 2017 a Kiev. La sua canzone, City Lights, è stata selezionata internamente da una giuria esperta e pubblicata il 7 marzo 2017. Il singolo è arrivato 16º in classifica nelle Fiandre e 51º nella regione francofona della Vallonia.
L'artista si è esibita il 9 maggio 2017, nella prima serata della manifestazione, ottenendo la qualificazione alla finale. Durante la serata finale, tenutasi il 13 maggio 2017, Blanche si è classificata al quarto posto.

## Discografia

### Album
- 2020 - Empire

### Singoli
- 2017 - City Lights
- 2018 - Wrong Turn
- 2018 - Soon
- 2018 - Moment
- 2020 - Empire
- 2020 - Fences
- 2020 - 1, 2, Miss You